# 색연필

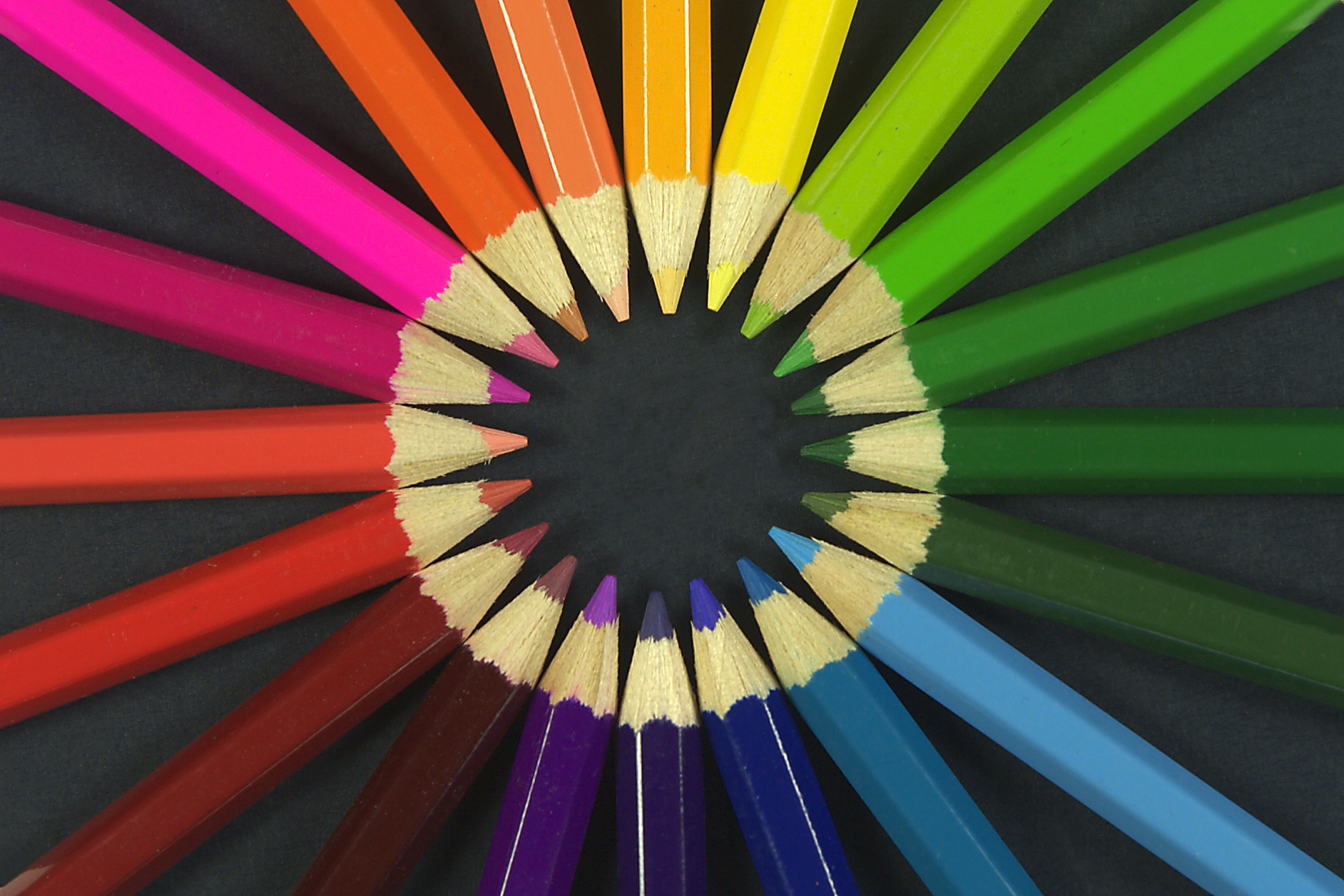
색연필의 모습

색연필(色鉛筆, colored pencil)은 왁스나 오일 재질의 심(연필심)에 안료 등을 넣어서 색깔이 나게 만든 연필이다. 필기, 회화 등에 사용된다.

## 역사
색연필의 역사는 공예, 목재 케이스 연필과 밀접한 관련이 있다. 연필 제작자는 18세기 상반기부터 수공예를 위해 파스텔을 잘라 나무 틀에 끼워 넣었다. 리드가 잘린 손으로 만든 색연필을 생산한 곳은 파리, 뉘른베르크, 아우크스부르크 및 포츠담이다. 나무로 만든 색연필은 갈대, 종이 또는 기계식 연필과 같은 색상의 다른 고정 기술을 사용했다.
18세기의 목재 연필과 파스텔 연필은 그림을 그릴 때 필기 재료의 큰 부서짐과 그림을 그릴 때 손에 묻는 문제를 줄였다. 연필은 이미 색 스팩트럼이 밝은 것에서 어두운 것까지 있었다. 그러나 절단 리드의 취약성으로 인해 선명하게 그리기 어려웠기 때문에 미세한 선을 그릴 수 없었다. 또한 절단된 리드는 경도와 색상이 다양했다. 나무 케이스의 파스텔 연필은 19세기 초 뉘른베르크에서 다양한 색상으로 제조되었다. 색연필은 글쓰기에는 적합하지 않았고 그림에는 적합했다. 하지만 파스텔 색연필은 종이에 상대적으로 잘 그려지지 않았고 쉽게 번질 수 있었다.

### 오일 분필을 기반으로 한 색연필 발명

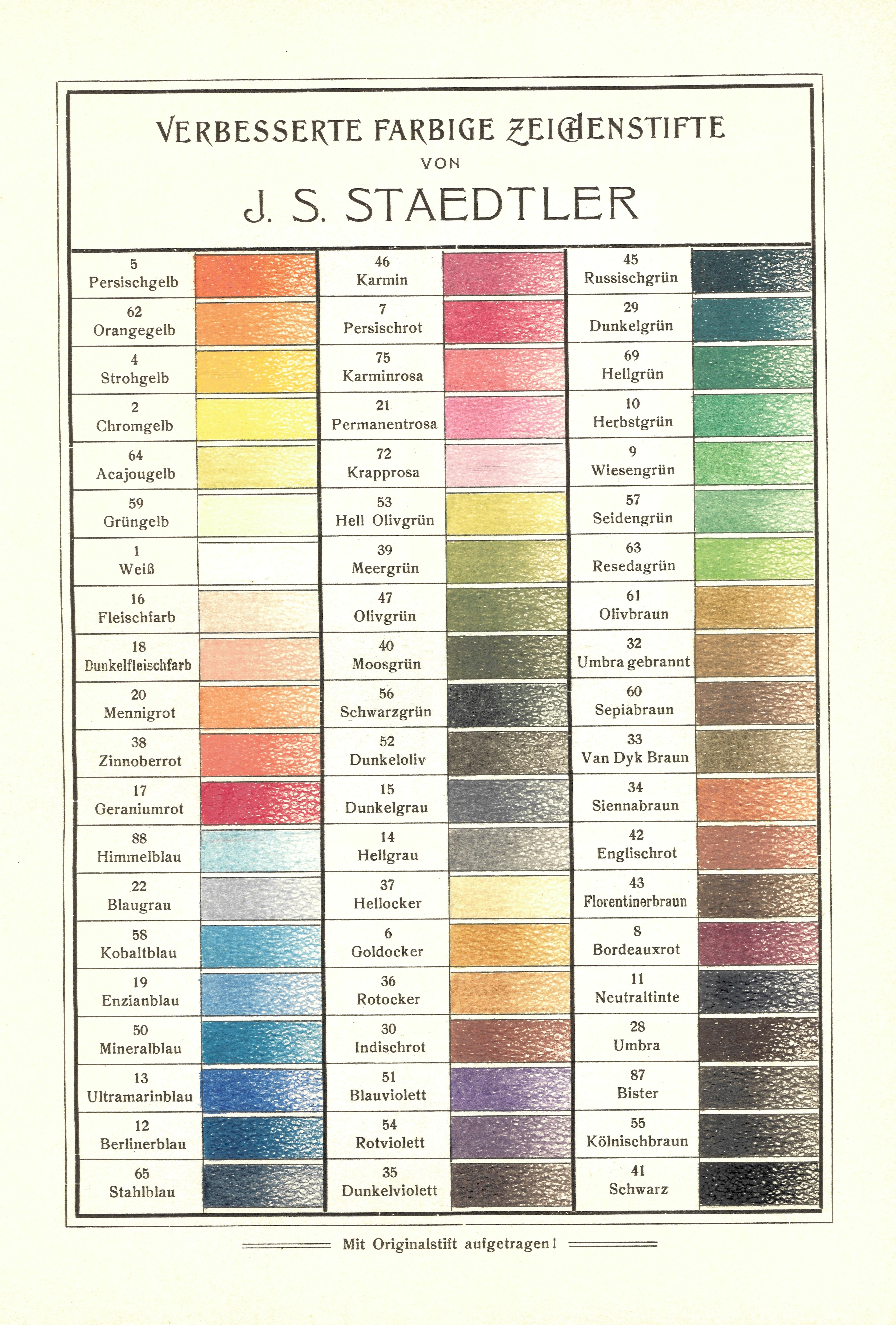
오일 분필을 기반으로 한 색연필의 색상

파리와 뉘른베르크의 납과 색연필 생산의 중심에서 장인들은 연필 리드 생산을 위한 비엔나 식 방법과 유사한 생산 공정을 시도했다. 선명도, 색상 및 경도가 일정한 색상의 색연필을 개발했다.
여러 번의 시도 끝에 뉘른베르크 연필 제작자 요한 제바스티안 슈테틀러는 1834년에 가장 좋은 색연필 "나무 케이스의 색연필"을 생산하는 데 성공했다.

## 종류
여러 가지 유형의 색연필이 예술적이며 실용적인 용도로 제조된다.

### 예술가용 색연필
예술가용 색연필은 학생용 색연필보다 높은 농도의 고품질 안료로 채워져 있다. 햇빛과 자외선에 대한 내광성도 측정되고 기록된다. 핵심 내구성, 파손, 방수가 된다는 점과 브랜드의 인기도 예술가용의 색연필의 두드러진 특징이다. 예술가용의 색연필의 색상 범위가 가장 크다. 72가지 색상 세트가 매우 일반적이며 120가지 이상의 색상을 가진 여러 색연필이 있다.

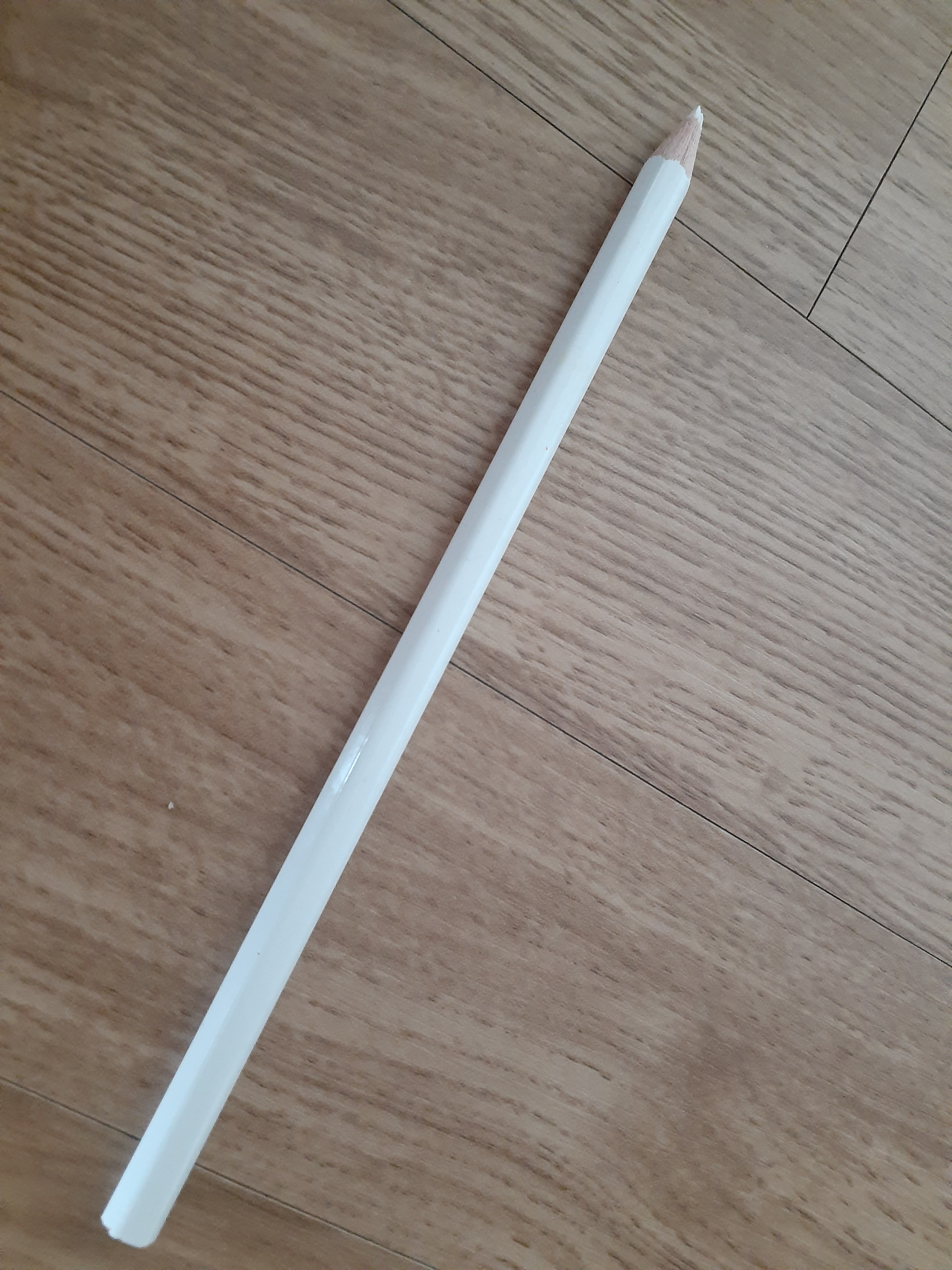
흰색의 개별 색연필

또한 일반적으로 개별 색연필로도 제공된다.

### 학생용 색연필

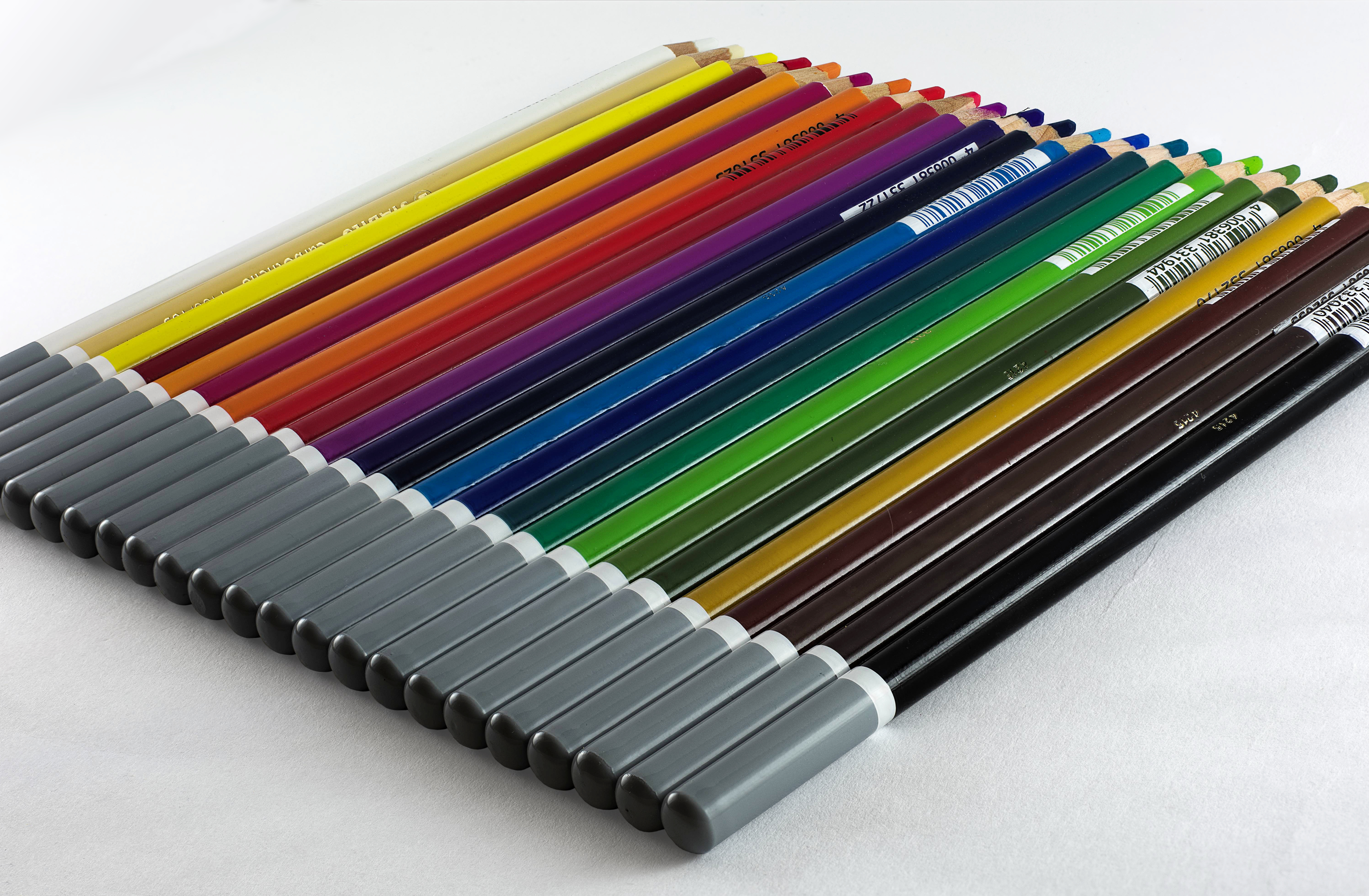
학생 수준의 컬러 색연필

예술가용의 색연필을 생산하는 동일한 회사들 중 다수는 학생 수준의 재료와 학교 수준의 색연필도 제공한다. 내광성 등급은 일반적으로 학생 및 학교 등급의 색연필에는 포함되지 않는다. 핵심 컴포지션과 안료 바인더 비율은 같은 회사에서 생산하더라도 아티스트 및 학생용 색연필에 따라 다르다. 다른 사용자를 대상으로 하기 때문에 학생용 및 학교용 컬러 연필에는 예술가용의 제품을 그대로 사용하는 고품질 안료와 내광성 표준이 없다. 또한 색상범위가 더 작으며 24색 또는 36색으로 주로 생산된다.
그러나 저급 색연필을 사용하면 장점이 있다. 일부 회사는 초보 아티스트가 실험할 수 있는 지울 수 있는 색연필을 제공하기도 한다.

### 수채화 색연필
수용성 연필로 알려진 수채화 연필은 다용도 그림 매체이다. 수채화연필은 보통 색연필처럼 건조하게 사용하거나 원하는 수채화 효과를 얻기 위해 젖은 상태로 적용할 수 있다. 습식 응용 프로그램에서 아티스트는 먼저 마른 안료를 깔고 젖은 페인트 브러시를 사용하여 색상을 강화하고 퍼뜨린다. 이 기법은 색상을 혼합하는 데에도 사용할 수 있으며 많은 예술가가 두 가지 기법을 하나의 예술 작품에 적용한다. 아티스트 급 수채화 연필은 일반적으로 60색 또는 72 색이지만 최대 120색까지 있는 것도 있다.

### 파스텔 색연필
연필은 단단한 파스텔과 비슷하며 파스텔 연필은 혼자 사용하거나 다른 색연필과 함께 사용할 수 있다. 건조, 습식으로 사용하거나 함께 섞어서 사용할 수 있다. 흑연 연필은 파스텔과 호환되지 않기 때문에 많은 예술가들이 예비 스케치에 사용한다. 파스텔 도면에 세부 사항을 추가하고 미세한 부분까지 선명하게 할 수도 있다.

## 그리기 기법

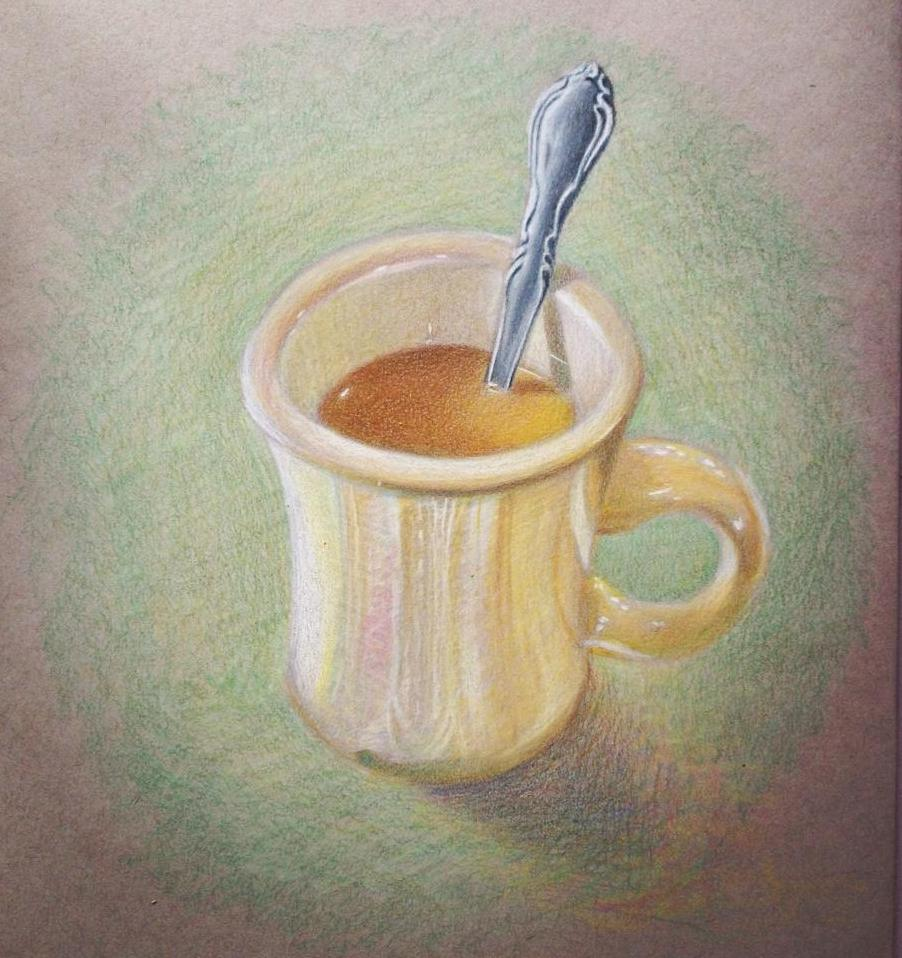
머그잔과 숟가락을 표시하는 색연필 드로잉

색연필은 다른 여러 그리기 도구와 함께 사용할 수 있다. 색연필을 사용하는 화가들이 사용하는 두 가지 주요 기법이 있다.
- 레이어링은 보통 색연필 도면의 초기 단계에서 사용되지만 전체 작품에도 사용할 수 있다. 레이어링에서 톤은 원색의 여러 레이어를 사용하여 점차적으로 쌓인다. 층을 이룬 도면은 보통 종이의 치아를 드러내며 물처럼 흐릿한 마무리가 특징이다.[14]
- 버니싱은 이미 층을 이룬 도면에 무채색 믹서나 연한 색연필을 견고하게 바르는 블렌딩 기법이다. 이것은 종이 속으로 깊이 들어가는 혼합된 색의 빛나는 표면을 만들어낸다.[15]

## 같이 보기
- 크레파스
- 연필
- 사인펜
- 붓펜
- 볼펜
- 필기
- 색
- 예술가
- 그림
- 파스텔
- 수채화